# Shelley (Suffolk)
Shelley – wieś w Anglii, w hrabstwie Suffolk, w dystrykcie Babergh. W 2005 miejscowość liczyła 50 mieszkańców. W miejscowości znajduje się kościół zwany Church of All Saints.